# Дворец Монфорт
Дворец Монфорт (нем. Schloss Montfort) — вилла в неомавританском стиле постройки второй трети XIX века в немецкой общине Лангенарген на берегу Боденского озера. Построенное по образцу дворца Мирамаре в окрестностях Триеста, здание планировалось как увеселительный павильон для вюртембергского короля Вильгельма I.
Название дворца, установившееся при Карле Вюртембергском, восходит к дворянскому роду графов фон Монфорт, которым, как минимум, с XIV века принадлежал этот участок. Вплоть до 1861 года здесь располагался замок Арген — одна из семейных резиденций Монфортов (окончательно оставлен в 1810 году).
В настоящее время дворец используется как ресторан, и место для проведения концертов.